# Братята с лъвски сърца
„Братята с лъвски сърца“ (на шведски: Bröderna Lejonhjärta) е роман от шведската писателка за деца Астрид Линдгрен от 1973 г.

## Сюжет
Книгата разказва за живота на бедно семейство, състоящо се от самотната майка – Ингрид Лъвска, и децата ѝ – Карл Лъвски и Йонатан Лъвски. Историята на Карл и Йонатан продължава дори и след смъртта им.
Малкият Карл Лъвски страда от неизлечима болест, заради която не може да стане от леглото. Неговото семейство не иска да му причини ужаса в последните дни от неговия живот да му съобщи, че скоро ще умре, въпреки че е едва на 10 години. Но един ден той случайно дочува майка си да говори със съседските жени и разбира, че болестта му е неизлечима.
Йонатан обгръща с обич любимия си брат Карл в последните дни от тъжния му живот, грижи се за него и го утешава в тежката съдба, сполетяла семейство Лъвски.
Когато Карл изпитва най-невъобразимото отчаяние и страх от смъртта, неговият любим брат му дава най-силната изричана утеха. От своя брат Карл разбира, че когато умре, той ще отлети като гълъб в приказна страна, наречена Нангияла. И така неговият неутешим страх се превръща в желание мигом да отлети в приказната страна на мечтите му.
Но дали Нангияла е такава, за каквато Карл я мисли? Дори и в страната на приказките и приключенията доброто и злото водят тежка битка. Йонатан ще трябва да спаси Орвар, който е затворен в Катлината пещера. Дали Карл ще е съгласен да остане отново сам? Или може би ще пожелае да тръгне с брат си на това приключение, на което трябва да е предпазлив всяка секунда или ще бъде заловен от войниците на злия Тенгил.

## Герои
- Карл Лъвски
- Йонатан Лъвски
- София
- Йоси
- Матиас
- Хуберт

## Адаптации
Книгата е адаптирана от самата авторка за едноименния филм от 1977 г. с режисьор Уле Хелбум.
В ролите:
- Йонатан – Стафан Йотестам (Staffan Götestam)
- Карл (Шушулко) – Ларс Сьодердал (Lars Söderdahl)